# FK Teleoptik
Maillots
Dernière mise à jour : 2 août 2025.
Le Fudbalski Klub Teleoptik (en serbe : Фудбалски Клуб Телеоптик), plus couramment abrégé en FK Teleoptik, est un club serbe de football fondé en 1952, et basé à Zemun, quartier de Belgrade, la capitale du pays.
Il participe actuellement au Championnat de Serbie de football D2.

## Histoire
Le club est aujourd'hui considéré comme le club-école du FK Partizan Belgrade, dans la mesure où de nombreux joueurs du Partizan y ont fait leurs armes avant d'être promus dans le club champion.

## Palmarès
| Compétitions nationales                                                                  |
| ---------------------------------------------------------------------------------------- |
| - Championnat de Serbie de troisième division (2) : - Champion : 2016-2017 et 2020-2021. |

## Personnalités du club

### Présidents du club
- Koviljko Hajder

### Entraîneurs du club
| - Blagoje Paunović (1999 - 2002) - Vladimir Vermezović (2002 - 2003) - Dušan Trbojević (2004) - Blagoje Paunović / Zvonko Varga (2005 - 2006) - Miloš Radaković (2007) | - Zvonko Varga (2008 - 2010) - Vuk Rašović (2011 - 2013) - Zvonko Živković (2013) - Igor Spasić (2013 - 2015) - Ivan Tomić (2015) | - Igor Spasić (2016) - Milan Ristić (2016 - 2019) - Žarko Lazetić (2019) - Albert Nađ (2019 - ) |

### Anciens joueurs du club
| - Stefan Babović - Milivoje Ćirković - Danko Lazović - Matija Nastasić | - Ivan Obradović - Nemanja Rnić - Milan Smiljanić - Nemanja Tomić | - Aleksandar Lazevski - Nikola Drinčić - Ifeanyi Emeghara - Andrés Cabrero |

Équipe nationale espoirs
| - Rajko Brežančić - Dušan Brković - Nikola Grubješić - Miloš Jojić - Marko Jovanović - Nebojša Marinković | - Nenad Marinković - Aleksandar Miljković - Predrag Pavlović - Miroslav Radović - Marko Šćepović - Siniša Stevanović | - Borko Veselinović - Živko Živković - Amer Osmanagić - Stefan Aškovski - Ivan Kecojević - Safet Jahič |

Autres joueurs
| - Nenad Adamović - Srđan Baljak | - Miloš Karišik - Đorđe Pantić | - Nikola Petrović - Alex Gonçalves |